# Безлюда Степан Самойлович
Безлюда Степан Самойлович (нар. 27.12.1889, с. Требухів Остерський повіт Чернігівської губернії, тепер Броварський район Київської області — 19.12.1961, Нью-Йорк, США) — український військовий і громадський діяч, інженер-лісівник; член-засновник ОбВУА; військове звання — козак (за іншими даними поручник) Армії УНР (1920). Нагороджений Воєнним хрестом (30.10.1961).
Відповідно до українського законодавства є борцем за незалежність України у ХХ столітті.

## Біографія
Народився в сім'ї Самійла Артемовича і Мотрі Данилівни.

У «Curriculum vitae» писав:
«На 10 році свойого життя вступив до земської школи в с. Требухові. Далі продовжити науку не зміг. В ряди Армії УНР я вступив в 1920 році в Київі. Перебував увесь час у 6-й Січовій стрілецькій дивізії, з якою був інтернований 21 листопада 1920 року до Польщі у Підволочиську. В 1922 році вступив до 3-ї кляси реальної школи в таборі Шепіорно. В 1923 р. почалась ліквідація табору і школу прилучили до табору Каліш — злилася з гімназією ім. Тараса Шевченка. Цю гімназію я скінчив у серпні 1926 p.». Закінчив лісовий відділ агрономічно-лісового ф-ту"
Навчався УГА в Подєбрадах (1926 — 23.05.1933). Дипломна робота «Організація лісового господарства на дубильну кору в межах Поділля». Нагороджений Воєнним хрестом (30.10.1961). Працював на фабриці сірників. Жив самотньо, бо так і не одружився, а мати й сестра залишились в Україні. Помер за кілька тижнів перед тим, як відійти на пенсію.
Похований на Українському православному цвинтарі Святого Андрія в Бавнд-Бруці.